# William J. Broderip
William John Broderip (Bristol, 21 november 1789 – Londen, 27 februari 1859) was een Brits jurist en natuuronderzoeker.

## Biografie
Broderip was de oudste zoon van de chirurg William Broderip uit Bristol en werd geboren in Bristol op 21 november 1789 en, na te zijn opgeleid aan de Bristol Grammar School onder Samuel Seyer, schreef hij zich in aan het Oriel College in Oxford en studeerde af in 1812. Op de universiteit woonde hij de anatomische lezingen van Sir Christopher Pegge en de chemische en mineralogische lezingen van dr. John Kidd bij. Na het voltooien van zijn universitaire opleiding trad hij toe tot de Inner Temple, een van de vier gerechtskamers voor procureurs, en studeerde in de kamers van Godfrey Sykes, als tijdgenoot van John Patteson en John Taylor Coleridge. Hij werd op 12 mei 1817 bevestigd als barrister bij de Lincoln's Inn toen hij zich bij het westelijke circuit aansloot. In 1822 aanvaardde hij van Lord Sidmouth de benoeming van magistraat bij de Thames politierechtbank. Hij bekleedde deze functie tot 1846, toen hij werd overgeplaatst naar de Westminster Court, waar hij tien jaar bleef. Hij werd gedwongen ontslag te nemen wegens doofheid. Hij werd verkozen tot bencher (medebestuurder), van Gray's Inn op 30 januari 1850 en penningmeester op 29 januari 1851 en was daar bibliothecaris.
Broderip was zijn hele leven een enthousiast verzamelaar van met name schelpen. Zijn collectie werd uiteindelijk aangekocht door het British Museum. Hij werd verkozen tot fellow van de Linnean Society in 1824, van de Geological Society in 1825 en van de Royal Society op 14 februari 1828. In samenwerking met Sir Stamford Raffles hielp hij in 1826 bij de vorming van de Zoological Society, waarvan hij een van de oorspronkelijke fellows was. Hij was enige tijd secretaris van de Geological Society, bij Roderick Murchison tot 1830.
Hij overleed in zijn kamers, 2 Raymond Buildings, Gray's Inn, Londen, aan een aanval van ernstige apoplexie op 27 februari 1859 op 69-jarige leeftijd. Hij werd begraven in Kensal Green Cemetery, Londen.

## Werken
Kort na 1817 begon hij samen met Peregrine Bingham te rapporteren in de rechtbank van gemeenschappelijke pleidooien. Deze rapporten werden in 1820-1822 in drie delen gepubliceerd. In 1824 gaf hij de vierde editie van Robert Callis over het Statute of Sewers uit.
Aan de Transactions of the Geological Society heeft Broderip talrijke artikelen bijgedragen; maar het grootste deel van zijn oorspronkelijke geschriften over malacologie zijn te vinden in de Proceedings and Transactions of the Zoological Society. Broderips Account of the Manners of a Tame Beaver, gepubliceerd in de Gardens and Menagerie of the Zoological Society, geeft een voorbeeld van zijn opmerkzaamheid als waarnemer en kracht als schrijver. Zijn bijdragen aan het New Monthly Magazine en aan Fraser's Magazine werden verzameld in de delen Zoological Recreations in 1847 en Leaves from the Note-book of a Naturalist in 1852. Hij schreef de zoölogische lemmata in de Penny Cyclopædia van Ast tot het einde, met inbegrip van het geheel van de artikelen met betrekking tot zoogdieren, vogels, reptielen, schaaldieren, weekdieren, conchifera, pulmonata, Buffon, Brisson en zoölogie. Zijn laatste publicatie On the Shark verscheen in maart 1859 in Fraser's Magazine.
Naast talrijke artikelen in tijdschriften, kranten en recensies, omvatten zijn boeken:
1. Guide to the Gardens of the Zoological Society. By Nicholas A. Vigors and W. J. Broderip 1829
2. Hints for collecting Animals and their Products 1832
3. Memoir of the Dodo. By R. Owen, F.R.S., with an Historical Introduction by W. J. Broderip 1861